# Partido de Quillota

Partido de Quillota visible al centro de la imagen como uno de los corregimientos.

La Provincia del Partido de Quillota también denominada como Partido de Quillota fue una de las divisiones territoriales de la Intendencia de Santiago de Chile y fue creada en 1786 a partir del Corregimiento de Quillota. Su cabecera fue la Villa de San Martín de la Concha, localidad fundada previamente en 1717, su territorio abarcaba desde Illapel (La ciudad más septentrional) hasta Casablanca (La ciudad más medirional). El partido es suprimido en 1826, pasando a ser el departamento de Quillota.

## Historia Administrativa
El partido de quillota fue creado después de la fundación de la villa de san Martín de la Concha, esto a partir del corregimiento homónimo en 1786, posteriormente a Quillota se le segregarían los partidos de Valparaíso, Cuzcúz y Petorca.

## Administración
Quillota estaba administrado en distritos y subdelegaciones, estas últimas se componan de los sectores de:
- Quillota
- Illapel
- Petorca
- Quilimarí
- Ligua
- Arenillas
- Marga-Marga
- Casablanca
- La Dormida
- Concón
- Purutún
- Puchuncaví
- Tilama
- Asiento
- Pupío
- San Rafael
- Mincha
- Choapa[3]

### Distritos
| Distrito   | Población |
| ---------- | --------- |
| Quillota   | 3.876     |
| San Isidro | 1.381     |
| San José   | 2.226     |
| Ocoa       | 748       |
| Puchuncaví | 3.258     |
| Rautén     | 1.327     |
| Purutún    | 2.633     |
| Limache    | 1.588     |
| La Dormida | 2.033     |
| Concón     | 1.201     |
| Casablanca | 2.447     |
| Queupue    | 1.201     |
| Recoleta   | 1.053     |

## Población
De acuerdo al censo de 1813 el partido de quillota contaba con 24.892 habitantes, contando por su población, había 12.261 hombres y 12.632 mujeres dentro del territorio.